# Fernando Gomes (homme politique)
Fernando Manuel dos Santos Gomes, né le 13 avril 1946 à Vila do Conde, est un homme politique portugais membre du Parti socialiste (PS). Il est maire de Porto entre 1990 et 1999, puis ministre adjoint et ministre de l'Administration interne de 1999 à 2000.

## Biographie

### Famille
Les parents de Fernando Gomes sont couturiers. Dans les années 1960, il crée un groupe de rock, les Os Kondes. Il effectue un stage en Belgique en 1971, ainsi que son service militaire au Portugal.

### Débuts en politique
Après avoir obtenu sa licence d'économie à l'université de Porto, il s'engage en politique en rejoignant le Parti socialiste. En 1974, il est invité à la commission administrative pour créer la mairie de Vila do Conde, sa ville natale. Lors des premières élections locales en décembre 1976, il est élu maire de la ville avec 41,2 % des voix et 4 sièges sur 7 au conseil municipal. Il remporte un nouveau mandat en décembre 1979 avec 53,1 % des suffrages et toujours 4 élus.
Il démissionne en 1981, lorsqu'il devient vice-président du conseil national du Plan. À l'occasion des élections législatives anticipées du 25 avril 1983, il est élu député du district de Porto à l'Assemblée de la République en sixième position sur la liste socialiste. Il est nommé secrétaire d'État, chargé du Logement et de l'Urbanisme auprès du ministre de l'Équipement social le 18 juin suivant, avec dans son agenda la réforme du secteur immobilier. Avec la chute du gouvernement, de nouvelles élections sont organisées le 5 octobre 1985. Placé en septième position sur la liste du district de Porto, il est réélu député.

### Représentant européen
Avec l'adhésion du Portugal à la Communauté économique européenne le 1er janvier 1986, il devient observateur au Parlement européen. À l'occasion des élections européennes du 19 juillet 1987, qui se tiennent le même jour que des législatives anticipées auxquelles il n'est pas candidat, il est élu député européen en quatrième position sur la liste de Maria de Lourdes Pintasilgo.
Désigné président de la commission des Affaires sociales et de l'Emploi en juin 1988, il est réélu aux élections européennes du 18 juin 1989, cette fois-ci en troisième position sur la liste socialiste. À l'ouverture de la législature le 25 juillet, il est choisi comme vice-président du groupe du Parti socialiste européen.

### Maire de Porto
À l'occasion des élections locales du 17 décembre 1989, il est investi tête de liste socialiste à Porto, deuxième ville du pays et alors dirigée par le Parti social-démocrate (PPD/PSD). 
Le jour du scrutin, il s'impose avec 41,5 % des voix et 6 sièges sur 13 au conseil municipal, soit un progrès de 14 points et 2 sièges par rapport à 1985, et le meilleur score des socialistes. Il prend officiellement ses fonctions de maire le 29 janvier 1990. Au cours de son premier mandat, il inaugure le « Parque da Cidade », le plus grand parc urbain du Portugal. Majoritaire au Parlement, le PPD/PSD vote alors une loi sur le cumul des mandats, la Lei de Incompatibilidades, qui vise uniquement Fernando Gomes au moment de sa promulgation. Cette loi est finalement jugée inconstitutionnelle par le Tribunal constitutionnel en novembre 1992.
Il quitte le Parlement européen le 24 janvier 1993 et se présente à sa succession le 12 décembre de cette même année. Avec un résultat de 59,6 % des suffrages exprimés, sa liste décroche 9 sièges sur 13 et lui permet d'être reconduit. Pour les élections législatives du 1er octobre 1995, il est investi tête de liste dans le district de Porto et se voit donc réélu député. En 1996, le centre historique de Porto est classé au patrimoine mondial, et le maire empêche le rachat du Colisée de Porto par l'Église universelle du royaume de Dieu, souhaitant faire du lieu un espace culturel. En janvier 1997, le ministre de la Culture Manuel Carrilho annonce la candidature de Porto pour devenir capitale européenne de la culture pour 2001. Cette candidature est appuyée par la politique culturelle de Fernando Gomes à Porto qui a permis la création ou la rénovation de nombreux espaces culturels dans la ville durant son mandat.
Fernando Gomes et Edmund Stoiber élaborent un rapport sur la subsidiarité et la décentralisation des régions en Europe (affirmant que «les régions et les communes représentent un champ de forces territorial»), rapport qui est adopté le 10 avril 1997 par le comité européen des régions, et présenté comme base de travail le mois suivant. Fernando Gomes fait ensuite campagne pour le "oui" durant le référendum national de 1998 sur la question du redécoupage régional du Portugal,. 
Il remporte lors des élections locales du 14 décembre 1997 un troisième mandat sans difficulté, puisque sa liste obtient 55,7 % des voix, soit 8 sièges au conseil municipal. L'année suivante commence le chantier du métro léger de Porto, projet qu'il avait lancé dès son premier mandat. Ce chantier est alors l'un des plus importants en Europe et bénéficie d'un budget record de 850 millions d'euros, des fonds fournis par l'État portugais, la BEI et les Fonds européen de développement.

### Du gouvernement au retrait de la politique
À la suite des élections législatives du 10 octobre 1999, au cours desquelles il conduisait de nouveau la liste PS dans son district, il est choisi par le Premier ministre António Guterres pour occuper les fonctions de ministre adjoint et de ministre de l'Administration interne. Il prend officiellement ses fonctions le 25 octobre 1999 et démissionne de la mairie de Porto. Il est cependant relevé de l'ensemble de ses fonctions dès le remaniement du 15 septembre 2000.
Il se présente alors aux élections locales du 16 décembre 2001. Il réalise un score de 38,5 % des voix, plus de quatre points de moins que le centre-droit. Les deux listes obtiennent 6 sièges sur 13, mais celle conduite par Rui Rio remporte le plus grand nombre de suffrages. Il devient donc le nouveau maire de Porto.
Cette défaite ne l'empêche pas d'être candidat aux élections législatives anticipées du 17 mars 2002, mais en cinquième position dans le districtac de Porto. Il est réélu, de même que lors des élections anticipées du 20 février 2005, cette fois-ci en quatrième position.
Au mois de mai suivant, il est nommé administrateur exécutif du pétrolier portugais Galp Energia et se retire alors de la vie politique. Il quitte ce poste en avril 2012.

## Distinctions
- Grand-croix de l'ordre du Mérite du Portugal